# Josep Giner
Pour les articles homonymes, voir Giner.
Josep Giner i Marco, également connu comme Guillem Renat i Ferrís, né à Valence en 1912 et mort dans la même ville en 1996, est un philologue valencien.

## Biographie
Au cours de ses études à l'université de Barcelone, il fit connaissance et se lia d'amitié avec Pompeu Fabra et Joan Coromines. 
Coromines le considérait comme le plus grand philologue valencien.
Durant la Seconde République espagnole, il fut membre d'Acció Nacionalista Valenciana.
À la fin de la guerre civile espagnole, il s'exila dans le sud de la France et Fabra le mit en contact avec Louis Alibert. Il n'eut cependant pas le temps de s'installer, fut arrêté et rapatrié contre sa volonté.
Ses œuvres philologiques complètes ont été publiées par les professeurs Santi Cortès et Antoni Ferrando.